# Hang Ying
En una onomàstica xinesa Hang es el cognom i Ying el prenom.

Hang Ying (xinès simplificat: 航鹰) (Tianjin 1944 -) Guionista, dramaturga, activista cultural i escriptora xinesa.

## Biografia
Hang Ying de nom real Liu Hangying (刘航英), va néixer l'any 1944 a Tianjin (República Popular de la Xina). El 1959, als 15 anys, va ser admesa a la classe de formació en arts escèniques del Teatre Popular d'Arts de Tianjin i va  estudiar per decoradora teatral.

#### Dramaturga i Novel·lista
El 1970 va publicar la seva primera obra teatral en un acte  "El pla, el pla" (计划计划) que va ser un gran èxit. L'any 1978, la seva obra “El casament” (婚礼) va guanyar el segon premi al cocurs organitzat pel ministre d'Educació pel 30è aniversari de la República Popular. Des de 1980, ha publicat literatura de reportatge (报告文学), dues novel·les i nombrosos contes i a partir del 2000 ha publicat novel·les de caràcter històric.

#### Guionista
Com a guionista ha adaptat dues obres seves al cinema:
- 1981: "The Golden Deer" (金鹿儿) dirigida per la directora Dong Kena
- 1982: Young Ming" (明姑娘) dirigida per Dong Kena, protagonitzada per  Zhang Yu, Xie Fang i Zhang Guomin.[3]

També ha escrit  el guió de la pel·lícula infantil "Venus" o "Twilight Star" (启明星) filmada al Tianjin Studio en col·laboració amb el Children's Film Studio, ptotagonitzada per Yan Meiyi  i dirigida per Xie Jin (谢晋). Per la televisió va escriure el guió de la serie  "Housewarming" (乔迁), que el 1989 va guanyar el Premi Feitian TV (飞天奖).
El maig de 2018 es va celebrar a Pequín una conferència de dos dies sobre Hang Ying i la seva obra, amb motiu de la publicació d'una antologia completa de la seva obra en nou volums.

#### Activista cultural
Com activista cultural ha treballat especialment per la protecció del patrimoni cultural de Tianjin. Va crear l'Associació per a la Protecció i Promoció de la Història i la Cultura de Tianjin i, el 2002, va fundar amb l'escriptora Li Yulin (李玉林) el Museu de la Ciutat Moderna de Tianjin i el Món (近代天津与).世界博物馆),que l'any 2012, amb motiu de la inauguració del nou edifici va ser rebatejat com a Museu de la Ciutat Moderna de Tianjin (近代天津博物馆).
El 1980, es va unir a l'Associació de Dramaturgs Xinesos, després, el 1982 a l'Associació d'Escriptors de Tianjin, de la qual va esdevenir vicepresidenta.

## Obres  destacades i premis
- - 婚礼 (El casament). Premi de presentació i creació d'espectacles del 30è aniversari del Ministeri de Cultura xinès
  - 金鹿儿 (Cérvol daurat)  Premi nacional de narrativa curta[5]
  - 明姑娘 (Senyoreta Ming) (Young Ming) L'adaptació al cinema Premi de Cinema Excepcional del Ministeri de Cultura i el Primer Premi Nacional de Cinema d'Esperit Humanitari.